# Kepa Sojo
Kepa Inazio Sojo Gil, conegut com a Kepa Sojo (Laudio, Àlaba, 1968) és un director de cinema, guionista i historiador del cinema. (UPV/EHU).

## Biografia
Kepa Sojo és Doctor en Història del Cinema per la Universitat del País Basc UPV/EHU, Llicenciat en Geografia i Història (especialitat d'Història de l'Art) per la mateixa universitat i Especialista en Història i Estètica de la cinematografia per la Universitat de Valladolid. És Professor Titular d'Història del cinema en la Facultat de Lletres de la UPV/EHU en Vitòria-Gasteiz des de 1999. Compagina les seves classes en el Grau d'Història de l'Art de la citada facultat, amb docència en els Masters de Conservació i Exhibició en Art Contemporani (CYXAC), i Màster en Art Contemporani Tecnològic i Performatiu (ACTP), tots dos en la Facultat de Belles arts de Leioa, de la UPV/EHU.
Des de 2009 dirigeix Cortada, al Festival de Curtmetratges de Vitoria-Gasteiz. Des de l'any 2005 fins a 2007, va ser membre del comitè organitzador del Festival del Nou Cinema Europeu de Vitòria-Gasteiz (NEFF); i des de 2007 fins a 2016, va exercir com a director del Festival de cinema Basc d'Amurrio, també anomenat Begibistan.
Com a cineasta ha realitzat dos llargmetratges: La pequeña Suiza (2019), recentment estrenada en sales i ja disponible en NETFLIX, i El síndrome de Svensson (2006), Premi del públic en Abycine i disponible en FLIXOLÉ, així com cinc curtmetratges entre els quals destaquen Loco con ballesta (2013), nominat als Premis Goya de 2015, Hileta (2016), Premi August en el Festival de Saragossa, i Khuruf (2018), premi Movistar + a Projecte del Festival de Cinema de Gijón. Amb els seus treballs audiovisuals ha obtingut prop de 80 premis en certàmens com Cortogenia, FIBABC, Aguilar de Campoo, Medina del Campo, Peníscola, ZINEBI, Tarassona, Astorga, Sòria, així com més de 350 seleccions en festivals nacionals i internacionals. També ha dirigit una sèrie televisiva de 13 episodis per a ETB titulada Platos sucios (2000).
És membre de l'Acadèmia de les Arts i les Ciències Cinematogràfiques d'Espanya, de la Plataforma de Nous Realitzadors (P.N.R.), així com de la Reial Societat Bascongada dels Amics del País (R.S.B.A.P.).

## Filmografia

### Pel·lícules
| Any  | Títol                   | Funció              |
| ---- | ----------------------- | ------------------- |
| 2019 | La pequeña Suiza        | Director, guionista |
| 2006 | El síndrome de Svensson | Director, guionista |

### Curtmetratges
| Any  | Títol                                       | Funció                                           |
| ---- | ------------------------------------------- | ------------------------------------------------ |
| 2018 | Khuruf                                      | Director i guionista                             |
| 2017 | Ronda de poniente                           | Director i guionista. Codirigit amb Sonia Pacios |
| 2016 | Hileta                                      | Director i guionista                             |
| 2013 | Loco con ballesta                           | Director i guionista                             |
| 2003 | Cuando puedas                               | Director, guionista i productor                  |
| 2002 | Looking for Chencho                         | Director, guionista i productor                  |
| 1997 | 100 maneras de hacer el pollo al txilindrón | Director, guionista, actor i productor           |

### Televisió
| Any  | Títol         | Funció   |
| ---- | ------------- | -------- |
| 2000 | Platos sucios | Director |

## Llibres
- La imagen translúcida en los mundos hispánicos. Amb Gautreau, M., Peyraga, P. y Peña, C. (Villeurbanne, Orbis Tertius, 2016) 622 pp.
- El verdugo. Guía para ver y analizar. (Valencia, NAU, 2016) 160 pp.
- Americanos os recibimos con alegría. Una aproximación a Bienvenido Mister Marshall. (Madrid, Notorious, 2009) 400 pp.
- Sobre el cine belga. Entre flamencos y valones. (NEFF y Diputación Foral de Álava, 2008) 192 pp.
- Compositores vascos de cine. (NEFF y Diputación Foral de Álava, 2007) 304 pp.
- Sobre el cine alemán. De Weimar a la caída del muro. (NEFF y Diputación Foral de Álava, 2006) 124 pp.